# 2011-es vencsoui vasúti baleset
A 2011-es vencsoui vonatbaleset egy vasúti katasztrófa Kínában a Ningpo–Tajcsou–Vencsou-vasútvonalon, Vencsou közelében. Egy villámcsapás miatt megállt egy vonat a nyílt pályán, majd egy másik ezután hátulról belerohant és kisiklott. A baleset egy hídon történt, több vagon lezuhant a vágányokról. A balesetben 40 ember halt meg, a sebesültek száma 192.

## Háttér
Kína nagysebességű vasúthálózata folyamatosan bővül, 2011-ben, a baleset napján, 8538 km hosszú volt, 2012-re a tervek szerint kb. 13 000 km-re fog nőni. A jelenlegi üzemelő hálózat 2020-ig meg fog duplázódni, 9 év múlva már kb. 16 000 km hosszú nagysebességű vasútvonal lesz az országban.

## A baleset
A baleset egy 20 méter magas hídon történt Vencsou közelében  2011. július 23-án. Miután egy villámcsapás miatt egy D3115 számú, Hangzhouból Fuzhouba tartó CRH1B típusú vonat vezérlését elveszítve lefékezett, majd nyílt pályán helyi idő szerint este 8 órakor megállt helyi idő szerint este fél 9-kor a D301 számú CRH2E típusú vonat utolérte a veszteglő szerelvényt és nekiütközött. A baleset következtében négy személykocsi lezuhant a hídról, három a földre esett, egy pedig függőleges helyzetben maradt. A baleset következtében 40 ember meghalt, 192 kórházba került. 58 vonatot töröltek aznap.
A vasúti kocsikon és a pályán kívül a híd is súlyosan megrongálódott.
A vencsou balesetről 2012 januárban tett közzé a kínai kormány összefoglalót.
A baleset okának tervezési hibákat és gyenge irányítási munkát jelölték meg. A katasztrófát okozó balesetet a vonatbefolyásoló rendszer tervezési hibái okozták, valamint az, hogy a hatóságok nem megfelelő módon jártak el, amikor a biztonsági berendezések működését ellenőrizték és rendszer hiba esetén nem megfelelő, szegényes a gyors visszajelzés, olvasható a honlapon. Az LKD2-T1 típusú vonatbefolyásoló rendszert a vencsou Dél irányító központ számára a Nemzeti Vasúti Kutatási és Tervezési Intézete pekingi Jelző és Távközlési részlege tervezte, amely leányvállalata a Kína Vasúti Jelző és Távközlési Testületnek, a CRSC-nek. A kormány honlapján megjelent beszámoló szerint a Vasúti Kutatási és Tervezési Intézet nem szervezett egy kutatási és fejlesztési teamet a LKD2-T1 modell megteremtéséhez.
Azt sugallja a leírás, hogy a CRSC, mint a fő szerződője a Ningbo-Vencsou nagysebességű vonal jelző és távközlési berendezés beépítésének, nem teljesítette ellenőrző feladatát a berendezés fejlesztése és az alkalmazott technológia terén. A továbbiakban a riport leszögezi a Vasúti Minisztérium, MOR, sem töltötte be a szerepét az LKD2-T1 modell pályáztásánál, felügyeleténél, és ellenőrzésénél, engedélyt adott felszerelésére, mielőtt a próbák befejeződtek volna. A helyi vasúti dolgozókat kritizálták, hogy rendszerhiba, vészhelyzet esetén rosszul reagáltak. Sem a Sanghaj, sem a vencsoui vasutasok nem jelezték a D301 vonat mozdonyvezetőjének, hogy a D3115-ös vonat előttük van egy térközön belül. A jelentésen végigfut azonban a kínai berendezéseket gyártókat, és a kínai vasútvezetőket és munkásokat érintő bírálat. A külföldi vasúti beszállítókat, melyek szállítják Kína komplett nagysebességű vasúti rendszereit, és berendezéseit, nem említi a jelentés. Ezt a jelentést megismerte az Államtanács Végrehajtó Bizottsága, más néven a kínai kormány. Ezután az Állami Tanács bejelentette, hogy 54 kínai hivatalnokot tartanak felelősnek, néhányat el is küldtek állásaikból, míg a többieket fegyelmi eljárás alá vontak. Miután felismerték, hogy a biztonság terén rossz kompromisszumok történtek, a nagysebességű hálózat felgyorsított fejlesztése miatt, ezért az Állami Tanács ígéretet tett a biztonság javítására, valamint arra is, hogy különös figyelmet fordítanak a nagysebességű vasúti ipar technológiai fejlesztésére általában. Kijelentették, hogy a biztonságot helyezik mindennek fölé a nagysebességű ipar területén. Az Állami Tanács elhatározta, hogy pontos terveket dolgozzanak ki a nagysebességű beruházásokra, valamint a nagysebességű vonalak építéséhez szükséges időt illetőleg. A Tanács úgy döntött, hogy a nagysebességű berendezések visszahívhatóak lesznek minőségi hiba esetén. Magasabb követelményeket állítanak a nagysebességű közlekedésben dolgozók elé, és általában is javítani fogják e területen dolgozók szakértelmét. Az Állami Tanács nyilvánosságra hozta, hogy az országos biztonsági felülvizsgálat során még két nagysebességű vonalon találtak problémás LKD2-T1 vonatbefolyásoló berendezést. Ezért az összes már említett típusú vonatbefolyásoló rendszereket felülvizsgálták, és továbbfejlesztették azokat.
A baleset óta szinte teljesen leállt a nagysebességű vonalhálózat tovább építése. A nagysebességű vasút építő szektort súlyosan érinti, hogy a kormány szigorította a pénzügyi feltételeket, és emellett a baleset a befektetők bizalmát is megrendítette, ezzel a minisztériumnak azt a képességét, hogy kölcsönöket vegyen fel, illetve kötvényeket bocsátson ki. 2010. évhez képest 33 százalékkal csökkent a nagysebességű vonal építésére fordítható összeg. Ez évre újabb csökkentés várható. Ugyanakkor az Állami Tanács ülésén hangsúlyozták, hogy a nagysebességű vasúti közlekedés fejlesztése a helyes irány, mivel segíti a személyszállítást és ezzel Kína gazdasági fejlődését.

## Következmények
A baleset után a Kínai Vasútügyi Minisztérium három magas beosztású vasúti vezetőt elbocsátott. Egyes szemtanúk beszámolója szerint nem sokkal az események után a kisiklott vagonokat markolókkal a helyszínen elásták.
Kína úgy döntött, hogy a nagysebességű vonatok biztonságával kapcsolatos aggodalmak miatt lassabban fognak közlekedni az ország nagysebességű járatai. A döntést az Államtanács hozta, a döntésről határozó ülést Wen Jiabao elnökölte. Az Államtanács döntése azt mutatja, hogy Kína lelassítja ambiciózus nagysebességű vasúti programját, amely pedig Japánnal és Európával hozta egy színvonalra a kínai vasúti fejlesztést. Kína felülvizsgálja a még nem üzemelő, de már kivitelezési engedéllyel rendelkező nagysebességű vasútvonalak biztonsági rendszerét is, az új projektek engedélyezését pedig egyelőre elhalasztják. A Vasútügyi Minisztérium közlése szerint az első intézkedés az lesz, hogy az óránkénti 350 kilométeres sebességre tervezett vonalakon 300 km/h-ra, a 250 km/h maximális sebességre tervezett vonalakon pedig 200 km/h-ra csökkentik a legnagyobb sebességet. A csökkentéseknek megfelelően a jegyárakat is mérséklik. Az Államtanács és a Vasútügyi Minisztérium azonban részleteket nem közölt az egyes nagysebességű vasútvonalakon bevezetendő intézkedésekről, holott a legnagyobb városok közül több, így Peking, Sanghaj, Nanking és Hszian már rendelkezik nagysebességű járatokkal, több pedig, például Kanton, Sencsen és Csuhaj tervezi nagysebességű vasútvonalak nyitását.
Racionális döntés született. Ugyan hatással lesz a piacra, például a vonatalkatrészek gyártóira, de hosszú távon pozitív hatásai lesznek az Államtanács döntésének – mondta Zhao Jin, a Peking Jiaotong Egyetem vasútügyi szakértője, aki azt is hozzátette, hogy a döntéshozók felismerték azokat a hibákat, amelyeket korábban nem vettek figyelembe.